# Nephrotoma rossica
Nephrotoma rossica is een tweevleugelige uit de familie langpootmuggen (Tipulidae). De soort komt voor in het Palearctisch gebied.